# Wicca
Wicca (oldengelsk ord for "heks") er en moderne naturbaseret religion præget af de præ-kristne forestillinger og skikke specielt i Europa. Religionen har sin oprindelse i England som frugtbarhedskult og mysteriekult præsenteret af Gerald Gardner, som hævdede at have fundet resterne af de forhistoriske hekses religion. Wiccansk tro og praksis varierer fra gruppe til gruppe, men  henviser til to poetiske værker: Gudindens formaning og Gudens formaning. Formaningerne bliver normalt ikke betragtet som hellige skrifter, men mere som en grundlag for wiccansk ritual og livsførelse.

## Teologi
Gudindens formaning og Gudens formaning fortæller om en gud og en gudinde: Det maskuline og feminine aspekt af det guddommelige:
- Gudinden er den store moder eller den trefoldige gudinde (jomfru, moder og gammel klog). Hun er altings ophav og giver af livet men også tager af livet.
- Guden er kendt som den hornede gud. Han er forbundet med jagt, det frie liv og menneskets seksualitet, men også dødens herre. Han er Gudindens elsker og samtidig barn.

Formaningerne lærer også, at Gudinden og Guden er tilbedt under forskellige navne af de gamle hedenske religioner rundt om i verdenen. Derfor bliver Wicca af mange betragtet som "den gamle religion". Formaningerne indeholder en del poesi, som kan tolkes metaforisk eller bogstaveligt. Den sidste er dog sjældent. De fleste wiccanere opfatter nemlig ikke Gudinden og Guden som væsner, men mere som et udtryk for en kraft, der gennemtrænger alt og alt levende. Hele universet antages at være bygget op af denne kraft. Den wiccanske filosofi minder meget om yin og yang. Wicca lægger vægt på en personlig indlevelse i det guddommelige, og hvad det vil sige selv at være guddommelig. Gudinden har i traditionen den største rolle, hvilket gør, at ypperstepræstindernes rolle i de wiccanske riter også er den største.

## Moral
Wicca har et grundprincip som hedder "så længe det ingen skader, gør hvad du vil". I Gudindens formaning står der bl.a. vejledning om, hvordan man skal opføre sig: vise ydmyghed, ærbødighed, stolthed og omsorg. Der er ikke tale om egentlige love, men værdisæt som fortæller, at man bør skade mindst muligt. Når det handler om at jage og forsvare sig, så skader man i princippet også andre levende væsner, hvilket nogle wiccanerne anerkender. Wiccanere accepterer deres skyggesider og mener ikke, at man skal fortrænge dem, men erkende dem og leve i harmoni med dem. Uden dem ville vi ikke kende vores lyse sider.

## Liv efter døden
Meget essentielt er læren om reinkarnation. Wiccanere mener, at når man dør, kommer ens sjæl til et "Summerland", hvor man reflekterer over det liv, man har levet, ser om man har lært det man havde tænkt sig at lære og så prøve igen (blive genfødt), hvis man ser behov for det. Wiccanere tror ikke på et Helvede eller på en straf i efterlivet. Det er i dette liv man må tage konsekvensen af sine handlinger- ikke i døden.
De fleste wiccanere tror på en form for karma, de kalder trefolds loven - Alt hvad du gør, kommer trefoldigt tilbage. Hvis du med vilje skader andre kommer det trefold tilbage til dig. Det betyder, at du har taget din straf i dette liv, og ikke i døden. Hvis du derimod gør noget godt for andre kommer dette trefold tilbage.

## Trolddom
Mange wiccanere tror på magi: Nogle ser trolddom som noget ukendt, hvor andre mener det er en videnskab, brugt til at skabe forandringer. De wiccanere, som tror på magi, tror også på, at alt hvad man gør magisk, vil vende tilbage trefold, dvs. tre gange stærkere. Der har dog været uenighed om, det skal forstås symbolsk eller bogstaveligt. Meget af det rituelle arbejde indenfor Wicca består af sympatisk og ceremoniel magi. Sympatisk magi kendetegnes ved, at man  bruger urter, amuletter, trylleformularer osv. Denne praksis er også kendt som heksekunst. Ceremoniel magi er et system af avanceret ritualer med hensigt i at bringe udøveren til højere erkendelse. Heksekunst/sympatisk magi bruges ikke af alle og det er langtfra alle hekse der er wiccanske, men ceremoniel magi er dog et vigtigt element indenfor Wicca.

## Praksis
Indenfor Wicca, specielt i Wicca kulter (kaldet covens), eksisterer der et hav af ritualer. Covens er mysteriekulter, hvilket betyder, at de mest centrale ritualer er hemmelige og må kun kendes af dem, som er indviet. Traditionelle wiccanere fastholder, at man ikke er i stand til at kende Gudinden og Guden uden at være indviet, hvilke også betyder, at man i deres øjne ikke er rigtig wiccaner, hvis man ikke er indviet. Selvom formaningerne er tilgængelige for alle afvises det da værkerne kan fortolkes forskelligt evt. i en retning der strider imod traditionen.
Nogen af de kendte ritualer er Drawning down the moon og den store rite. Alle ritualer udføres i en hellig cirkel som tegnes i gulvet eller jorden hvor de fire verdenshjørners elementer (jord, luft, ild og vand) påkaldes. I praksis indeholder Wicca en blanding af konstruktion og kreativitet, da det er vigtigt at udøveren får en personlig oplevelse med det guddommelige. Cirklen er et symbol på evighed og fungerer ligeledes også som porten mellem den fysiske og åndelig verden. De som fortolker Gudindens formaning bogstaveligt mener desuden også, at man skal være nøgen i ritualerne kaldt "skyclad".
Drawning down the moon er et ritual hvor præsten hælder en kop vand ned i skålen. Gudinden inkarneres i præstinden, og nu kan medlemmerne få en hemmelig viden.
Den store ritual repræsenter kvinden og mandens forening. Ritualet bliver enten udført ved at ypperstepræstinden og præsten har en skål og en kniv. Kniven stikkes så ned i skålen. Eller ved et rituelt samleje. Det praktiseres ikke af så mange i dag.

## Grupper og traditioner
Der findes et hav af wiccanske grupper, som følger forskellige traditioner. Traditioner følger bestemte faste guddomme. Nogen kan f.eks følge Pan og Diana hvor andre vil følge Isis eller Cernonnus. De mest velkendte traditioner er Gardneriansk og Alexandrinsk tradition. Gardnerianske traditioner stammer fra Gerald Gardners heksekreds. Alexandrinsk wicca opstod som et opgør mod den gardnerianske tradition, og kan ledes tilbage til Alex Sanders. På samme tidspunkt i USA opstod der Dianic, hvor man tilbeder grundlæggende Gudinden Diana. Gudens navn vides ikke i denne tradition.
Der er tre grader i Wiccas præsteskab. 1 grad bliver personen erklæret for wiccaner og får udleveret skyggernes bog (rituel dagbog). Det tager år at få sine grader. Anden grad betyder, at man nu kan oplære andre i præsteskabet og når man har fået sin 3. grad kan man danne sin egen rode (præsteskabet består af højst 13 personer).
Afhængig af traditionen er det forskelligt, hvilken gud og gudinde der dyrkes. De forskellige traditioner respekterer dog hinandens valg af guder eftersom den grundlæggende lære er, at alle guder er en gud og alle gudinder er en gudinde.
Der findes også eklektiske wiccanere, som ikke tilhører nogen bestemt tradition men vælger den gud og gudinde som de føler sig mest åndelig knyttet til.

## Sabbatter og Esbatter
Sabbatterne markerer ikke kun årets skiften – de fortæller også en af historierne om Gudinden og Guden, om deres forhold og dets påvirkning af naturens frugtbarhed. Og om hvordan Guden dør i efteråret for at blive genfødt af Gudinden ved Yule. Som han genvinder sin kraft, gør han hende frugtbar. Som hans kræfter begynder at svinde, venter hun på at føde hans barn – hans nye skikkelse.
Året starter og slutter med Samhain (natten mellem d. 31. oktober og d. 1. november), Yule er den næste højtid (d. 21. december), Imbolg (d. 1. eller 2. februar), Ostara (d. 21. marts), Beltane (d. 30. april til d. 1. maj), Litha (d. 21. juni), Lughnasadh (1. august), Den sidste sabbat er Mabon (d. 21. september).
Esbatterne fejring af Gudinden og fuldmånen.
I mange kulturer har man anset månen som knyttet til det feminine, eftersom både månens og kvindens cyklus varer lige længe.[kilde mangler]. 
Dermed er der 12-13 måneder på et år. Månen har også altid haft stor betydning for mennesket. Den har været lyset i den mørke nat, og den kontrollerer høj- og lavvande.

## Historie
Begrebet Wicca blev opfundet af englænderen Gerald Gardner i bogen Witchcraft Today (1954). Gardner hævdede, at han i 1939 blev indviet i en heksegruppe (coven) i New Forest, af en kvinde ved navn Dorothy Clutterbuck. Det er stadig et uafklaret spørgsmål, om denne gruppe overhovedet har eksisteret.
Gardner hævdede at være indviet i "den gamle religion", og hans bog Witchcraft Today er præget af antropologen Magaret Murray og de teorier, hun fremsatte i bogen Heksenes Gud (dansk oversættelse, 1953). Murray havde en teori om, at der havde eksisteret en forhistorisk heksekult, som skulle have overlevet hekseforfølgelserne. Den gamle religion var, ifølge teorierne, af forhistorisk og hedensk oprindelse. Det er imidlertid en kendsgerning, at meget af Gardners praksis er præget af den ceremonielle magi fra Ordo Templi Orientis (O.T.O,), og da Gardner var en ven af okkultisten Aleister Crowley, der var medlem af O.T.O. og i øvrigt tidligere medlem af flere andre esoteriske grupper, tyder meget på, at Gardners Wicca er af nyere dato.
Gardners Wicca var initiatorisk, og gardneriansk Wicca er det fortsat. Hvis man ikke er medlem, kan man ikke deltage i traditionen. Andre initiatoriske traditioner er også dukket op, og Gardner omfavnede dem som "filialer af Den Gamle Religion". Alle disse metoder var bundet op under betegnelsen trolddom, som blev synonymt med Wicca. I dag er disse begreber ofte adskilt.

## Wicca i tal
Adherents.com skønner, at der findes 800.000 wiccanere på verdensplan. I Danmark er der 287, der bekender sig til Wicca.